# 左鎮駅

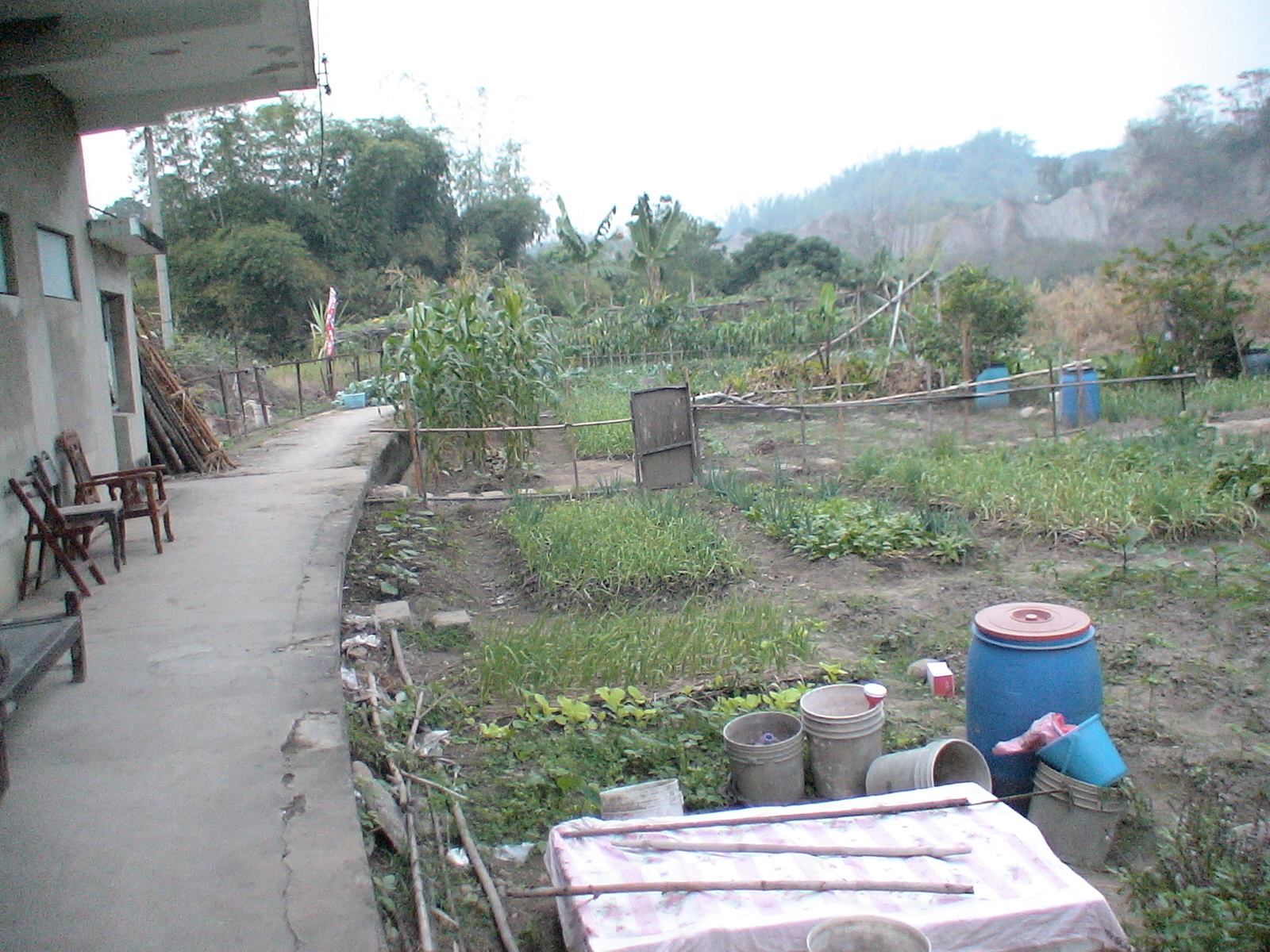
左鎮駅ホーム，遠方にバッドランド地形が見える。

左鎮駅（さちんえき）はかつて台湾台南県左鎮郷（現在の台南市左鎮区）にあった台湾糖業鉄道玉善線（厳格に言うと玉井糖廠玉左線及び善化糖廠左鎮線）の駅（廃駅）である。

## 駅構造
- コンクリート製の駅舎である。
- カーブした単式ホーム1面1線を持つ。[2]
- 元はデルタ線が有り、駅舎はその中央に建っていた。線路は全て無くなってしまった。

## 利用状況
- 玉井糖廠と善化糖廠の鉄道境界であった。
- 廃止後に線路の有った駅構内は家庭菜園となった。
- 2006年6月23日に関廟線後壁厝駅が取り壊されたので台南市渓南地区に僅かに残る糖業鉄道の旅客駅となった。

## 駅周辺
- 左鎮郷農会
- 左鎮郵便局

## 歴史
- 1953年1月11日 - 玉左線の一番列車が玉井から本駅に到着した。
- 1954年7月1日 - 試験営業期間が終わり、玉善線が正式営業線となった。
- 1973年 - 玉井～左鎮間の旅客営業が停止となった。
- 1975年 - 玉善線全線の旅客営業が終了した。

## 隣の駅
台湾糖業鉄道
玉善線（廃止）
王萊坑駅 - 左鎮駅 - 菜寮駅